# NGC 1864
NGC 1864 ist ein offener Sternhaufen der Großen Magellanschen Wolke im Sternbild Schwertfisch. Er wurde am 23. Dezember 1834 vom britischen Astronomen John Herschel entdeckt.